# Chambre d'agriculture en France
Pour les articles homonymes, voir Chambre.
 (mai 2011).
Les chambres d'agriculture sont des organismes consulaires (chambre consulaire). Elles ont été fondées en France par la Loi du 3 janvier 1924. Elles sont chargées de :
- représenter l'ensemble des différents agents économiques de l'agriculture : exploitants agricoles, mais aussi propriétaires, salariés, et organisations agricoles telles que les mutualités, coopératives, crédits et syndicats à vocation générale ;
- d'accompagner les exploitants agricoles dans leur développement.

Elles peuvent également être saisies par les collectivités territoriales sur une problématique d'aménagement du territoire.

## Histoire
En 1840, le maréchal Bugeaud, alors député de la Dordogne, propose une loi tendant à créer des chambres d'agriculture. Elle ne sera pas adoptée. De nombreux essais, plus ou moins confirmés, se succéderont. Ils aboutiront enfin le 3 janvier 1924 à la promulgation de la Loi sur les chambres d'agriculture, puis en 1927 à l'adoption de la première loi créant des ressources pour les chambres d'agriculture.
En France, les chambres d'agriculture sont des organismes consulaires chargés de gérer des missions d'intérêt général :

« L'État leur a confié le rôle non seulement de représenter l'ensemble des différents agents économiques de l'agriculture, mais aussi d'appliquer sur le territoire français les politiques de développement agricole et rural. »

## Les chambres départementales d'agriculture

### Compétences traditionnelles
Au niveau départemental, les chambres d'agriculture ont des rôles de service public obligatoire :
- centre de formalités des entreprises (CFE) enregistrement des entreprises pour la partie agricole ;
- enregistrement de l'identification des animaux.

Elles ont également un rôle essentiel d'information et d'aide aux agriculteurs. Elles disposent de SUAD (Services d'utilité agricole et de développement) et d'organes de formation dont les salariés renseignent et forment les agriculteurs. Cette action pédagogique de diffusion de la connaissance technique des chambres d'agriculture a joué un rôle déterminant dans la France de l'après-guerre, dans un contexte où le pays n'était pas auto-suffisant dans certains domaines et importait du blé, de la viande, des matières grasses, alors qu'elle manquait de devises. Aujourd'hui, elles continuent à accompagner l'évolution de l'agriculture et des filières et ont vu leurs compétences élargies aux questions d'environnement, de développement territorial et rural, de développement de la filière forêt-bois.

### Compétences nouvelles (2010)
La chambre départementale d'agriculture est l'organe consultatif, représentatif et professionnel des intérêts agricoles auprès des instances publiques (art. L. 511-1 et suiv. du code rural). Ces compétences sont donc fondamentalement agricoles.
La loi n° 2010-874 du 27 juillet 2010 de modernisation de l'agriculture introduit dans le code forestier une disposition qui précise la compétence des chambres d’agriculture en matière forestière. Le code forestier existe notamment depuis 1827, et au XXe siècle il a été élaboré un code rural, très nettement distinct. C’est donc la première fois que l’on introduit une telle division dans le code forestier.
Les chambres départementales et régionales d'agriculture ont ainsi compétence pour contribuer à la mise en valeur des bois et forêts et promouvoir les activités agricoles en lien avec la forêt. Elles mènent des actions concernant :
- la mise en valeur des bois et des forêts appartenant à des personnes privées ;
- le développement des activités associant agriculture et forêt, notamment l'agroforesterie ;
- la promotion de l'emploi du bois d'œuvre et de l'utilisation énergétique du bois ;
- l'assistance juridique et comptable dans le domaine de l'emploi en forêt ;
- la formation et la vulgarisation des techniques nécessaires à la mise en œuvre de ces objectifs. « Ces actions sont mises en œuvre par les chambres d'agriculture en liaison avec les centres régionaux de la propriété forestière, les organisations représentatives de communes forestières et l'Office national des forêts. Elles excluent tout acte relevant du secteur marchand de gestion directe, de maîtrise d'œuvre de travaux ou de commercialisation. » (Art. L. 221-11 du code rural, partie).

### Organisation
Existent 94 chambres au total avec les départements d'outre-mer. En règle générale, chaque département a sa chambre d'agriculture. Cependant certaines chambres peuvent couvrir plusieurs départements. Récemment, une chambre d'agriculture, membre du réseau national, a été créée à Mayotte. Des chambres disposant de statuts particuliers existent également en Nouvelle-Calédonie ou à Tahiti.

Les chambres disposent de moyens importants : environ 8 000 salariés, dont 6 000 ingénieurs et techniciens et 702 millions d'euros de budget total consolidé.

## Les chambres régionales d'agriculture
Chaque région française est dotée d'une chambre régionale d'agriculture dont les élus sont issus des chambres départementales.
Ces chambres régionales ont un rôle de coordination et de planification du développement agricole au niveau régional, de coordination et de bon fonctionnement des chambres départementales entre elles, et de représentation et de dialogue avec le conseil régional et les services régionaux de l'État, notamment la préfecture et la DRAAF. Ce dernier rôle a d'ailleurs gagné en importance depuis la décentralisation.
Les chambres régionales d’agriculture ont entre autres la mission de coordonner l’activité des chambres de leur région en matière de recherche, d’expérimentation et d’appui à l’innovation en agriculture. Elles animent les programmes régionaux de développement agricole et ruraux avec le soutien financier du compte d’affectation spécial développement agricole et rural (CasDAR).

### Fusion des chambres départementales d'agriculture en chambre d'agriculture régionale
Le 1er janvier 2024, les quatre chambres d'agriculture départementales bretonnes et la chambre régionale de Bretagne ont fusionné par décret. Les cinq entités ne font aujourd'hui plus qu'une et porte le nom de chambre d'agriculture de Bretagne, dont l’acronyme usuel est CAB. Les quatre chambres d'agricultures départementales sont à présent des chambres territoriales, rattachées à la chambre d'agriculture de Bretagne. 

## L'Assemblée permanente des chambres d'agriculture (APCA)
L'APCA était l'échelon national du réseau des chambres d'agriculture. L’APCA devient Chambres d’agriculture France en 2022. Elle est membre associé du Conseil de l'agriculture française.
Le président de Chambres d’agriculture France est Sébastien Windsor, président de la Chambre d’Agriculture de Normandie, vice-président du groupe Avril, président de la FDSEA-76, vice-président de la FOP. Il a succédé à Claude Cochonneau, mort accidentellement le 22 décembre 2019 durant son mandat. Il était président du FSDEA-72 et précédemment maire de Marçon. Les précédents présidents sont Joseph Faure (Corrèze, 1927-1940), René Blondelle (FSDEA-02, 1952-1971), Pierre Collet (Loire, 1971-1974), Louis Perrin (FSDEA-28, 1974 - 1989), Pierre Cormorèche (FSDEA-01, 1989-1995), Jean-François Hervieu (FSDEA-27, 1995-2001), Luc Guyau (FSDEA-85, 2001-2010), Guy Vasseur (FSDEA-41, 2010-2016).

### Activité de lobbying auprès de l'Assemblée nationale
L'APCA est inscrite comme représentant d'intérêts auprès de l'Assemblée nationale. Elle déclare à ce titre en 2012 un budget global visiblement erroné de 27 euros, et indique que les coûts annuels liés aux activités directes de représentation d'intérêts auprès du Parlement sont compris entre 50 000 et 100 000 euros.
L'APCA contribue au financement du club parlementaire « Club de la table française » via le cabinet de lobbying Com' Publics.

### Activité en matière de recherche et développement
L’APCA anime des réseaux de conseillers de chambres d’agriculture, afin de favoriser l’adaptation de l’accompagnement des agriculteurs et des autres acteurs des territoires ruraux.
Elle favorise également l’engagement du réseau consulaire dans les projets de recherche et développement financés entre autres par le CasDAR à l’échelle nationale et par Horizon 2020 au niveau européen. À ce titre, l’APCA anime depuis 2019 le projet européen i2connect sur l’appui à l’innovation interactive.

## Élections

### Représentation du monde agricole et rural
Les élus, au nombre de 45 à 48 par chambre, sont élus tous les six ans au suffrage universel direct et représentent les exploitants (21), les anciens exploitants (2), les propriétaires (2), les salariés de la production (4), les salariés d'organismes (4), les groupements professionnels (11) et le CRPF (1 à 4).
Le corps électoral représente 3 000 000 de personnes et 50 000 groupements professionnels. Le taux de participation (66 % dans le collège exploitants en 2007) donne une certaine légitimité à ses représentants, même si le monde agricole est pluriel. Mais depuis la participation a chuté de 20 points : 54 % en 2013, 46 % en 2019. 
La chambre d'agriculture est la seule chambre consulaire dans laquelle les salariés sont représentés.
Pour le principal collège des chefs d'exploitation et assimilés et celui des salariés, le mode de scrutin est un scrutin de liste à un tour, proportionnel avec une prime majoritaire, c'est-à-dire que la liste arrivée en tête emporte d'office la moitié des sièges et le reste est partagé à la proportionnelle. Pour les autres collèges le scrutin est majoritaire.
Après ces élections qui ont lieu en janvier dans chaque département, les chambres d'agriculture départementales élisent en mars les 11 chambres d'agriculture régionales qui élisent à leur tour fin mars le président des chambres d'agriculture.

### Résultats des élections
| Organisation           | Résultat 1983            | Résultat 1989 | Résultat 1995 | Résultat 2001 | Résultat 2007 | Résultat 2013 | Résultat 2019 | Résultat 2025 (provisoire) |
| ---------------------- | ------------------------ | ------------- | ------------- | ------------- | ------------- | ------------- | ------------- | -------------------------- |
| FNSEA/JA               | 65 à 69 %                | 64 %          | 60 %          | 52,8 %        | 54,9 %        | 53,39 %       | 55,31 %       | 46,83 %                    |
| Coordination rurale    | 6 % (FFA)                | 5 % (FFA)     | 12 %          | 12,2 %        | 18,7 %        | 20,49 %       | 21,54 %       | 29,25 %                    |
| Confédération paysanne | 7 % (CNSTP) + 5 % (FNSP) | 8 %           | 20 %          | 26,8 %        | 19,6 %        | 18,54 %       | 20,04 %       | 19,93 %                    |
| MODEF                  | 8,5 %                    | 8 %           | 5 %           | 2,9 %         | 2,6 %         | 1,47 %        | 1,89 %        | 1,41 %                     |
| Divers                 | ?                        | ?             | ?             | 2,4 %         | 4,1 %         | 1,53 %        | 1,21 %        | 2,59 %                     |
| Apparentés FNSEA       | ?                        | ?             | ?             | 1,4 %         | 1,9 %         | 1,35 %        | -             | -                          |
| Union FNSEA / Autres   |                          |               |               | -             | 0,1 %         | -             | -             | -                          |

Les résultats des élections des chambres d’agriculture 2019 (qui se sont tenues du 21 au 31 janvier,) n’ont amené aucune surprise sur le plan national. Le duo FNSEA-JA confirme sa majorité absolue au sein des organisations consulaires. La Coordination rurale conforte aussi sa deuxième place et va diriger les chambres de 3 départements. La Confédération paysanne progresse légèrement mais ne dirige plus que le département d'outre mer de Mayotte et le Modef descend sous la barre des 2 %. Le scrutin révèle, en revanche, une participation historiquement faible, autour de 46,52 %, soit près de 8 points de moins qu’en 2013 qu'en 2007. Sur le plan local, un petit jeu de chaises musicales s’opère à la marge.
En janvier 2025 les élections des chambres d'agriculture ont enregistré une progression de la Coordination Rurale qui arrive en tête dans 14 départements surtout dans le Sud-Ouest. A l'heure de l'élection des présidents, ce syndicat conserve les trois départements qu'il présidait (Vienne, Haute-Vienne, Lot-et-Garonne) et emporte 7 nouveaux départements (Gers, Dordogne, Charente, Indre-et-Loire, Cher, Ardennes, Tarn), la FNSEA réussissant à conserver quatre chambres bien qu'étant en 2e position dans le collège exploitants (Lozère, Gironde, Loir-et-Cher et la chambre interdépartementale Deux Sèvres/Charente Maritime). Le vote des autres collèges a fait pencher la balance en faveur de la FNSEA pour la présidence de la région Nouvelle Aquitaine, seule région où la Coordination Rurale était pourtant majoritaire. La Coordination Rurale dénonce un vol de l'élection. 
La Confédération Paysanne, pour sa part, remporte deux départements (Ardèche et Guyane), la chambre régionale de Corse, et conserve Mayotte, où les élections ont été reportées à cause du cyclone. Le Modef remporte la Guadeloupe. Trois chambres départementales seront présidées par des indépendants (Ariège, Haute-Garonne, Moselle).
L'union FNSEA-JA conserve les autres départements (77 sur 94) et les autres chambres régionales. Elle perd au niveau national la majorité absolue en nombre de voix. La participation reste basse comme en 2019 autour de 45 %.

## Financement et budget
En 2005, les recettes des Chambres d'agriculture provenaient pour moitié environ de la taxe additionnelle à la taxe sur le foncier non bâti (TATFNB), le reste correspondant à des subventions et des services payants qu'elles fournissent.
Leur budget s'élève en 2016 à 720 millions d’euros, les frais de personnel en représentent quasiment les deux tiers. Entre 1995 et 2015, la masse salariale est passée de 6 000 à 7 600 ETP alors que le nombre d'exploitations agricoles a été divisé par deux (de 800 000 à 410 000).

## Critiques
Les chambres d'agriculture sont critiquées par les chercheurs et les sceptiques pour leur perméabilité en ce qui concerne les pseudosciences, ce qui pose un problème puisqu'elle sont financées par l'État. Elles dépensent et incitent à dépenser des quantités d'argent non négligeables dans des formations à des pseudosciences comme la géobiologie, la radiesthésie ou encore des sourciers,.
Cependant la géobiologie s'est avérée parfois très utile en élevage pour détecter avec des mesures fiables et scientifiques des courants électriques parasites appelés courants vagabonds liés aux installations électriques. Des problèmes de mammites chroniques inexpliquées ou plus généralement de santé du troupeau ont semble-t-il dans certains cas trouvé une solution par un diagnostic et des modifications dans l'installation électrique.
Une autre critique plus ancienne concerne le mode de scrutin avec prime majoritaire de 50% pour la liste arrivée en tête, à l'avantage jusqu'à présent de l'union FNSEA-JA. D'autre part la hausse de l'abstention depuis 2007 témoigne d'un malaise agricole ou d'une défiance vis-à-vis des syndicats agricoles, du moins le sentiment que le travail des élus ne pèse pas suffisamment dans les grandes orientations agricoles.

## Exemples
- Chambre d'agriculture de La Réunion
- Chambre d’agriculture de Corse-du-Sud

## Identité visuelle

Ancien logo des Chambres d'Agriculture avant janvier 2011
Logo des Chambres d'Agriculture depuis janvier 2011